# Eliott Crestan
Eliott Crestan (* 22. Februar 1999 in Namur) ist ein belgischer Mittelstreckenläufer, der sich auf die 800-Meter-Distanz spezialisiert hat. Über diese Distanz gewann er 2024 die Bronzemedaille bei den Hallenweltmeisterschaften in Istanbul.

## Sportliche Laufbahn
Erste internationale Erfahrungen sammelte Eliott Crestan beim Europäischen Olympischen Jugendfestival (EYOF) 2015 in Tiflis, bei dem er in 1:54,02 min die Silbermedaille im 800-Meter-Lauf gewann. Im Jahr darauf belegte er dann bei erstmals ausgetragenen Jugendeuropameisterschaften ebendort in 1:52,68 min den siebten Platz und 2017 schied er bei den U20-Europameisterschaften in Grosseto mit 1:49,58 min im Halbfinale aus. 2018 gewann er bei den U20-Weltmeisterschaften in Tampere in 1:47,27 min die Bronzemedaille und im Jahr darauf belegte er bei den Crosslauf-Europameisterschaften 2019 in Lissabon nach 18:19 min den fünften Platz in der Mixed-Staffel. 2021 stellte er in Metz mit 1:46,40 min einen neuen belgischen Hallenrekord auf und verbesserte damit die bisherige Bestmarke von Joeri Jansen aus dem Jahr 2004 um sechs Hundertstelsekunden. Damit qualifizierte er sich für die Halleneuropameisterschaften in Toruń und schied dort mit 1:48,12 min im Halbfinale aus. Im Juli gewann er bei den U23-Europameisterschaften in Tallinn in 1:46,32 min die Silbermedaille hinter dem Italiener Simone Barontini und nahm daraufhin an den Olympischen Spielen in Tokio teil und schied dort mit 1:44,84 min im Halbfinale aus. 
2022 startete er bei den Hallenweltmeisterschaften in Belgrad und belegte dort in 1:46,78 min den sechsten Platz. Im Juli schied er bei den Weltmeisterschaften in Eugene mit 1:46,61 min in der ersten Runde aus und gelangte anschließend bei den Europameisterschaften in München mit 1:45,68 min auf Rang acht. Im Jahr darauf gewann er bei den Halleneuropameisterschaften in Istanbul in 1:47,65 min die Bronzemedaille hinter dem Spanier Adrián Ben und Benjamin Robert aus Frankreich und 2024 sicherte er sich bei den Hallenweltmeisterschaften in Glasgow in 1:45,32 min die Bronzemedaille hinter dem US-Amerikaner Bryce Hoppel und Andreas Kramer aus Schweden. Im Juni schied er dann bei den Europameisterschaften in Rom mit 1:46,68 min in der ersten Runde aus. Anschließend siegte er in 1:44,20 min beim Meeting Madrid und verbesserte beim Meeting de Paris den belgischen Landesrekord auf 1:42,43 min und löste damit Ivo Van Damme als Rekordhalter ab, den dieser fast 50 Jahre innehatte. Im August schied er bei den Olympischen Sommerspielen ebendort mit 1:43,72 min im Halbfinale aus.
2025 verbesserte er den belgischen Hallenrekord über 800 Meter auf 1:44,69 min und gewann dann bei den Halleneuropameisterschaften in Apeldoorn in 1:44,92 min die Silbermedaille hinter dem Niederländer Samuel Chapple. Kurz darauf musste er sich bei den Hallenweltmeisterschaften in Nanjing in 1:44,81 min nur dem US-Amerikaner Josh Hoey geschlagen geben.
In den Jahren von 2019 bis 2021 und 2023 wurde Crestan belgischer Meister im 800-Meter-Lauf im Freien sowie 2016 und 2018 und von 2021 bis 2024 in der Halle.

## Persönliche Bestzeiten
- 600 Meter: 1:14,47 min, 19. Juni 2024 in Lüttich
  - 600 Meter (Halle): 1:14,92 min, 25. Januar 2025 in Louvain-la-Neuve (belgische Bestleistung)
- 800 Meter: 1:42,43 min, 7. Juli 2024 in Paris (belgischer Rekord)
  - 800 Meter (Halle): 1:44,69 min, 4. Februar 2025 in Ostrava (belgischer Rekord)